# Archytas varicornis
Archytas varicornis är en tvåvingeart som beskrevs av Charles Howard Curran 1928. Archytas varicornis ingår i släktet Archytas och familjen parasitflugor. Inga underarter finns listade i Catalogue of Life.